# Карвакрол
Не следует путать с Корвалолом.
Карвакрол — органическое соединение, относится к классу монотерпенидов фенола.

## Свойства
Бецсветная, маслянистая жидкость, с характерным острым ароматом орегано. Реакция с хлоридом железа(III) преобразует карвакрол в дикарвакрол, а реакция с хлоридом фосфора(V) преобразует это в хлорцимол.

## Нахождение в природе
Присутствует в эфирном масле орегано (душицы), тимьяна, монарды и дикого бергамота. Эфирные масла тимьяна и монарды содержит от 5% до 75%, а масло чабера — до 45%.
Вырабатывается указанными растениями как репеллент, обладает бактерицидными и инсектицидными свойствами.

## Получение
Карвакрол может быть получен:
- в ходе реакции цимолсульфоната с гидроксидом калия;
- действием азотистой кислоты на 1-метил-2-амино-4-пропилбензол;
- длительным нагреванием пяти частей камфоры с одной частью йода;
- нагреванием карвола с ледяной фосфорной кислотой;
- дегидрированием карвона с палладий-углеродным катализатором Pd/C;
- извлечением из эфирного масла душицы обыкновенной 50%-ным раствором гидроксида калия.

## Применение
Карвакрол замедляет рост некоторых бактерий, таких как Escherichia coli или Bacillus cereus. Низкая токсичность, приятный запах и вкус позволяют использовать карвакрол как противобактериальное средство.